# Смешанная сборная Израиля по кёрлингу
Смешанная сборная Израиля по кёрлингу — смешанная национальная сборная команда (составленная из двух мужчин и двух женщин), представляет Израиль на международных соревнованиях по кёрлингу. Управляющей организацией выступает Федерация кёрлинга Израиля (ивр. התאחדות הקרלינג בישראל‎, англ. Israel Curling Federation).

## Результаты выступлений

### Чемпионаты мира
| Год              | М              | И              | В              | П              | Состав (скипы выделены) | Состав (скипы выделены) | Состав (скипы выделены) | Состав (скипы выделены) | Состав (скипы выделены) |
| Год              | М              | И              | В              | П              | Четвёртый               | Третий                  | Второй                  | Первый                  | Тренер                  |
| ---------------- | -------------- | -------------- | -------------- | -------------- | ----------------------- | ----------------------- | ----------------------- | ----------------------- | ----------------------- |
| 2015             | 33             | 8              | 1              | 7              | Jeffrey Yaakov Lutz     | Элана Соне (в/с)        | Lawrence Sidney         | Andrea Stark            |                         |
| 2016             | не участвовали | не участвовали | не участвовали | не участвовали | не участвовали          | не участвовали          | не участвовали          | не участвовали          | не участвовали          |
| 2017             | 9              | 8              | 4              | 4              | Adam Freilich           | Элана Соне (в/с)        | Леонид Ривкинд          | Andrea Stark            | Sharon Cohen            |
| 2018, 2019, 2022 | не участвовали | не участвовали | не участвовали | не участвовали | не участвовали          | не участвовали          | не участвовали          | не участвовали          | не участвовали          |
| 2023             | 27             | 8              | 2              | 6              | Alex Pokras             | Элана Соне              | Aaron Horowitz          | Helen Pokras            | Mark Morrison           |